# Simulium wyomingense
Simulium wyomingense es una especie de insecto del género Simulium, familia Simuliidae, orden Diptera.

## Distribución
Se distribuye por Estados Unidos.

## Taxonomía
Fue descrita científicamente por Stone & De Foliart, 1959. Fue publicada en Two new black flies from the Western United States (Diptera, Simuliidae). 52: 394-400.